# Salzburger Lungau und Kärntner Nockberge
Salzburger Lungau und die angrenzenden Kärntner Nockberge wurden im Juli 2012 von der UNESCO als Biosphärenpark ausgezeichnet. Es umfasst den gesamten Salzburger Bezirk Tamsweg (Lungau) und angrenzende Gebiete der Nockberge in Kärnten. Damit ist das Gebiet im Grenzbereich der Bundesländer Salzburg und Kärnten eine „Modellregion für nachhaltige Entwicklung“.

## Lage
Der Biosphärenpark umfasst Gebiete im Liesertal, das oberste Gurktal und das Quellgebiet der Mur, mit Teilen der Nockberge im kärntnerisch-salzburgisch-steirischen Grenzgebiet und Teilen der Niederen und Hohen Tauern.
Seine Südgrenze sind das Gegendtal, wo es noch das Ostende des Millstätter Sees und den Wöllaner Nock umfasst und das Kleinkirchheimer Tal. Im Osten gehören Großer Speikkogel, Turracherhöhe und die Gipfel von Königstuhl (Dreiländereck), Gstoder und Preber zum Reservat. Im Norden ist der Alpenhauptkamm die Grenze, mit Hochgolling in den Schladminger Tauern, das Gebiet Obertauern ausgespart, Mosermandl der Radstädter Tauern und Murtörl. Dann umgrenzt es sich im Südwesten in der Hafnergruppe der Hohen Tauern, vom Hafner über den Katschberg, die Innerkrems westwärts und zur Karlhöhe, anschließend südwärts durchs Drehtal und über die Millstätter Alpe zum Millstättersee.
Der Biosphärenpark ist 1490 km² groß, 2⁄3 (knapp 990 km²) im Salzburger Teil, 1⁄3 in Kärnten, und erstreckt sich auf Höhenlagen von 300 bis 3000 m ü. A.
In der Biosphärenregion leben etwa 26.000 Einwohner, davon etwa 20.700 in Salzburg. Hauptorte sind Tamsweg, Mauterndorf, Sankt Margarethen im Lungau und Bad Kleinkirchheim in Kärnten. Neben allen Lungauer Gemeinden haben auch noch Krems in Kärnten, Radenthein und Reichenau Anteile.

## Geschichte

### Nationalpark Nockberge
Ursprünglich war im heutigen Gebiet der Kernzone der Nockberge seit Anfang der siebziger Jahre, als mit der Tauernautobahn die Region erschlossen wurde, ein Skigebiet geplant. 1979 war mit dem Bau der Nockalmstraße begonnen worden, die das Liesertal mit dem obersten Gurktal verband. Sie sollte die Nockberge für den Tourismus erschließen und wurde bis 1981 zur durchgängig asphaltierten, mautpflichtigen Tourismusstraße ausgebaut.
Die Pläne zur Bebauung des heutigen Kärntner Kerngebiets mit unter anderem 18 Seilbahnen und Liften sowie zwei Hoteldörfern mit insgesamt 3000 Betten beidseits der Nockalmstraße stießen jedoch bei der Bevölkerung auf Widerstand. Eine Bürgerinitiative setzte eine Volksbefragung durch, die am 7. Dezember 1980 ein Votum von 94 % gegen diese Art von Tourismus erbrachte. Skigebiete entstanden stattdessen in der Innerkrems und auf der Turracher Höhe.
Am 1. Jänner 1987 wurde der Nationalpark Nockberge eröffnet. In der Verordnung der Kärntner Landesregierung von 1987 hieß es unter anderem:
- Der Nationalpark soll in seiner völligen oder weitgehenden Ursprünglichkeit zum Wohle der Bevölkerung der Region und der Republik Österreich, zum Nutzen der Wissenschaft und zur Förderung der regionalen Wirtschaft erhalten werden.
- Die für den Nationalpark charakteristische Tier- und Pflanzenwelt, einschließlich ihrer Lebensräume und seine historisch bedeutsamen Objekte und Landschaftsteile sollen bewahrt bleiben.
- Der Nationalpark soll einem möglichst großen Kreis von Menschen auch in aller Zukunft ein eindrucksvolles Naturerlebnis ermöglichen.

Er umfasste 184 km² (47 % Krems, 23 % Bad Kleinkirchheim, 21 % Radenthein, 9 % Reichenau), davon 77,3 km² Kernzone mit Almbereich und Gipfelzonen und 106,7 km² Außenzone mit der ausgedehnten Bergwaldstufe (Sie wurden in Kern- und Pflegezone des Biosphärenparks umgewandelt). Obwohl er als Nationalpark eingerichtet wurde, wurde das Schutzgebiet vom Weltnaturschutzbund IUCN nicht als IUCN-Kategorie II (englisch National Park), sondern als Geschützte Landschaft (Kategorie V) eingestuft, weil das Nockbergegebiet nur über minimale nicht anthropogene Landschaften verfügt und das Nationalparkmanagement auf Erhalt der traditionellen Almwirtschaft im ganzen Gebiet ausgerichtet war. Damit passte das Schutzgebiet nicht in das IUCN-Schema der auf Arten- und Ökosystemschutz (unter Öffentlich-zugänglich-Machung) fokussierten Kategorie II.
Am 16. November 2004 fasste das Nationalparkkomitee Kärnten den einstimmigen Beschluss, den Nationalpark in einen Biosphärenpark nach Konzept der UNESCO umzuwandeln. In diesen Gebieten ist eine enge Vernetzung von Mensch und Natur und nachhaltige Entwicklung vorrangig, und die Schutzziele viel umfassender auch auf Kulturgut ausgedehnt.

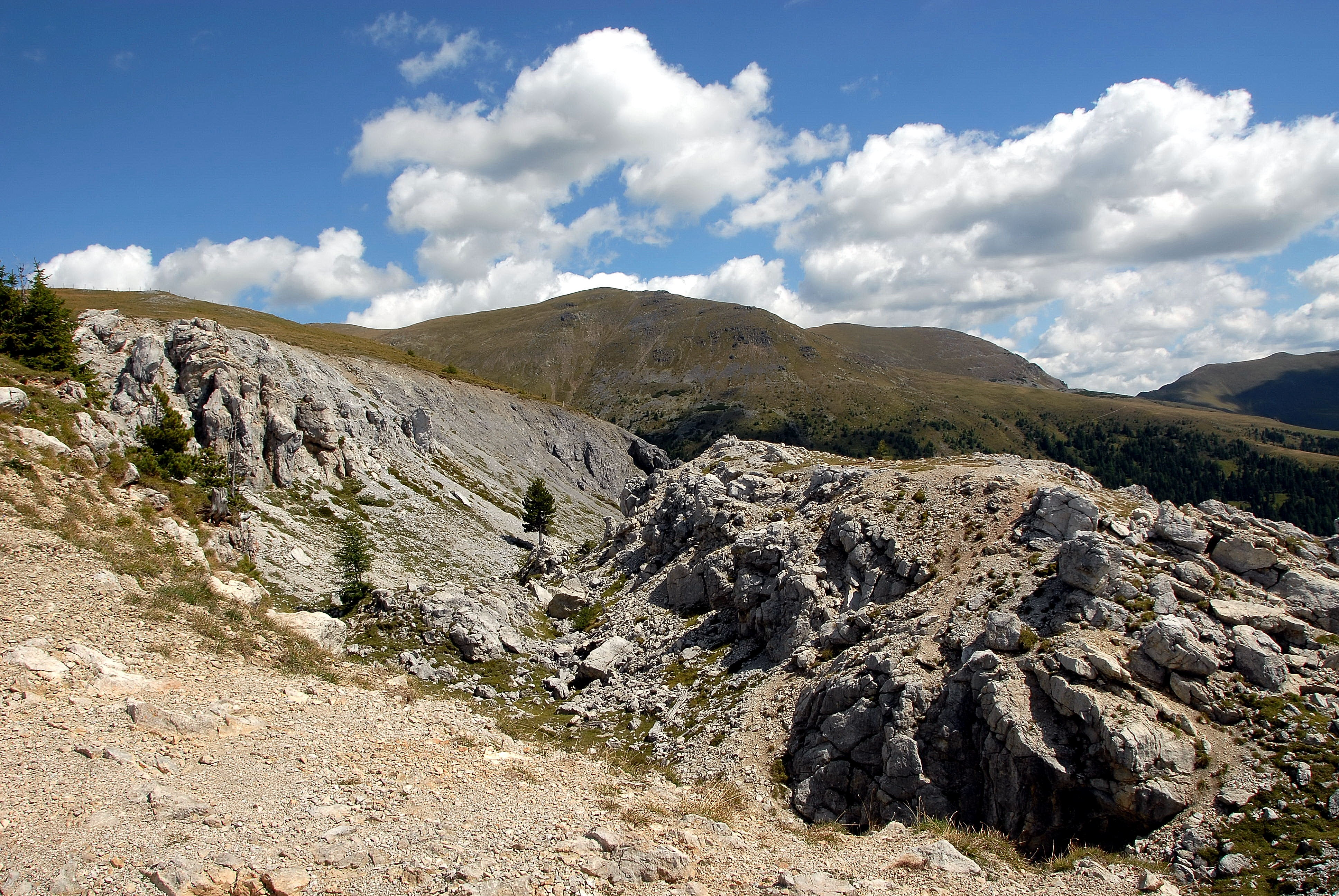
Berglandschaft auf der Nockalm
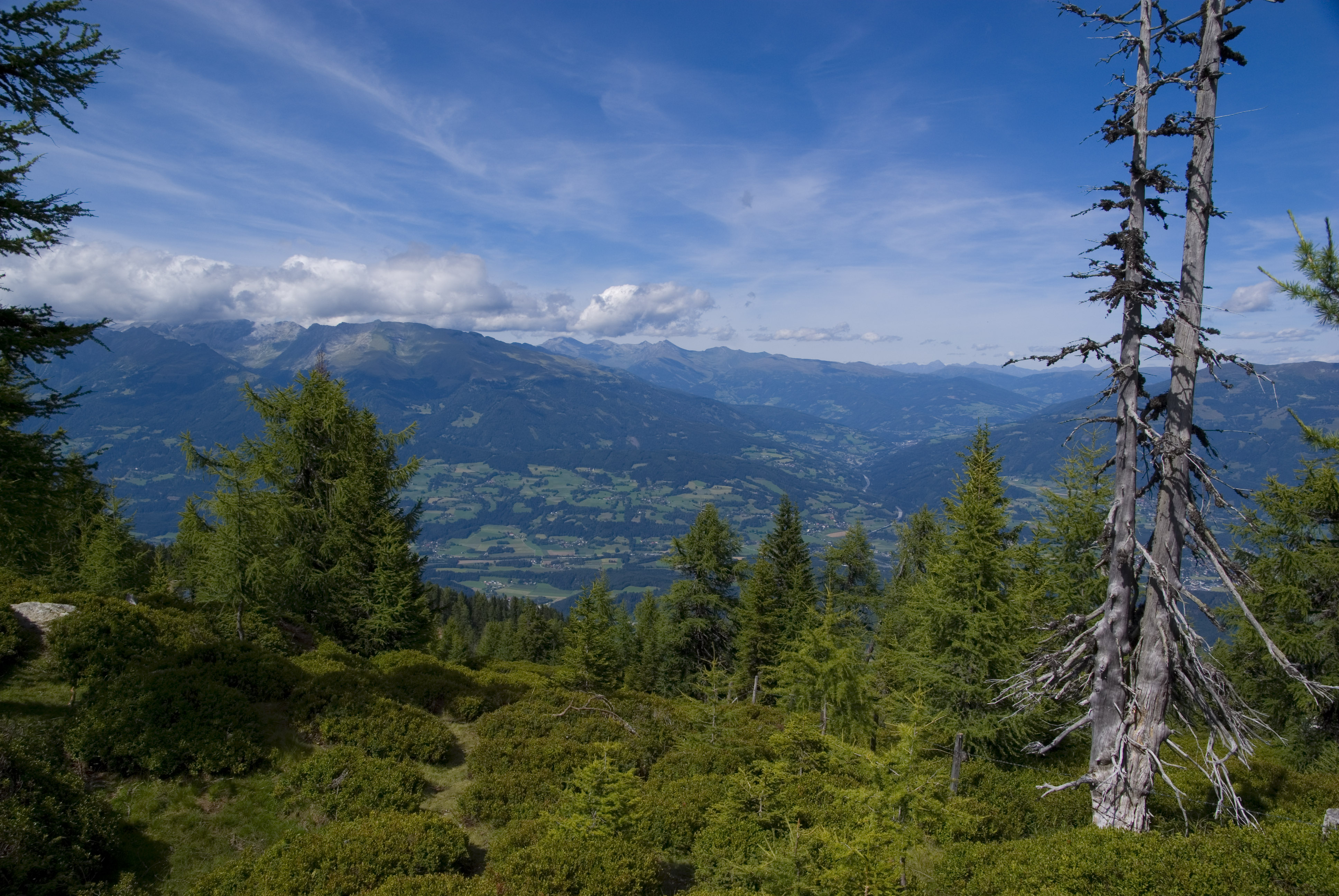
Der Westteil mit Liesertal
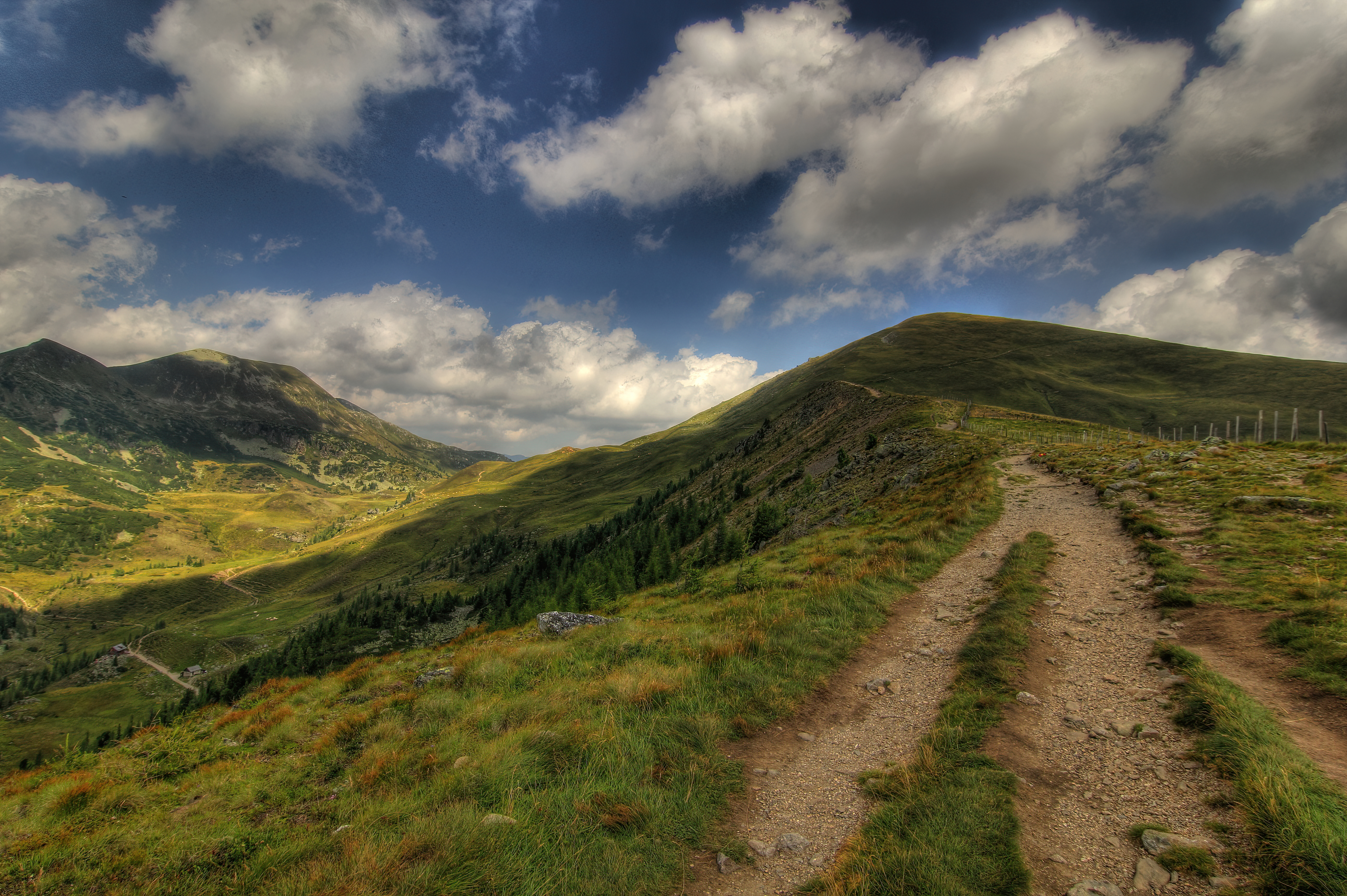
Wanderweg oberhalb von St. Oswald
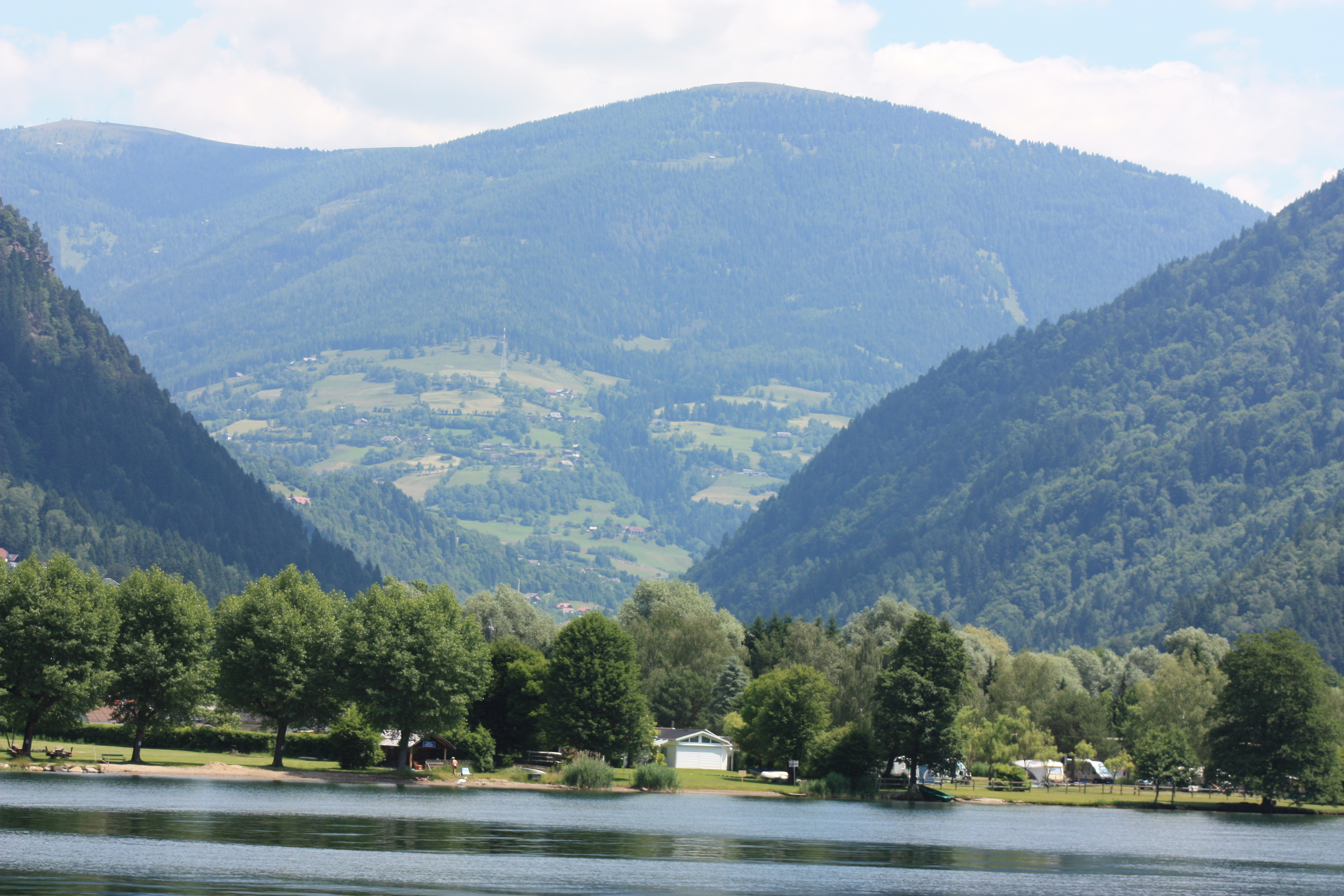
Südende der Biosphärenregion am Millstätter See

### Ferienregion Lungau
Der Lungau ist durch seine isolierte Lage schon immer eine wirtschaftlich schwache Region gewesen. Vom Aufbau des Wintersporttourismus in den 1970er Jahren war er durch die hochprominenten Salzburger Schigebiete (heutige Ski amadé) nicht eingebunden. Er ist klimatisch bedingt schneearm. Außer dem bedeutenden Schizentrum Obertauern entwickelten sich nur kleinere Schigebiete: Katschberg–Aineck, Großeck–Speiereck und Fanningberg im Lungauer Zentralraum, sowie Thomatal–Schönfeld. Im sommerlichen Bergtourismus gilt der Lungau noch als Geheimtipp. Die Ausweitung des Nationalpark Hohe Tauern 1991 (Ankogelgruppe) erwies sich nur bedingt als Wirtschaftsmotor, der Lungau hat nur geringe Anteile am Nationalpark. Die Zentren liegen im Oberpinzgau (Mittersill, Krimml). Eine Hinwendung zu sanftem Tourismus und der kulturellen Eigentümlichkeit des Lungau war ab den 1990er Jahren die Leitvorstellung.
1997 wurde auf Initiative des Kulturmanagers Johann Bogensberger, ehemaliger Bürgermeister von Ramingstein, die Region Ferienregion Lungau eingerichtet. Dass die Region (Bezirk Tamsweg) auch sonst geschlossen auftritt, wurde in der neuen Salzburger Raumordnung (ROG 2009) verankert, wo der Bezirk eine Planungsregion und einen Gemeindeverband darstellt.
Vom Biosphärenparkprojekt wurden im Bezirk nur die Bereiche um die intensiv touristisch genutzte Region Obertauern ausgenommen.

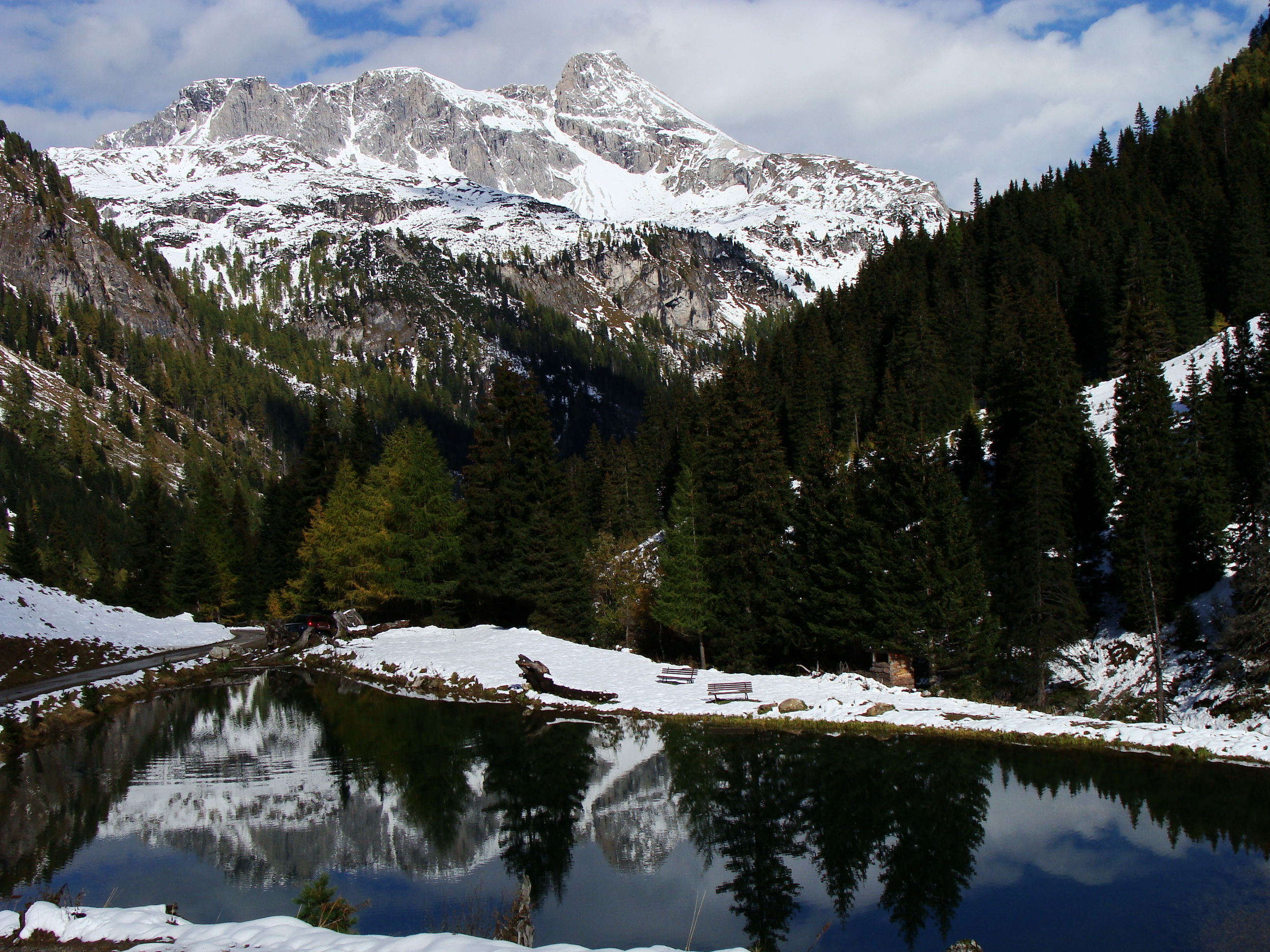
Naturpark Riedingtal mit Mosermandl
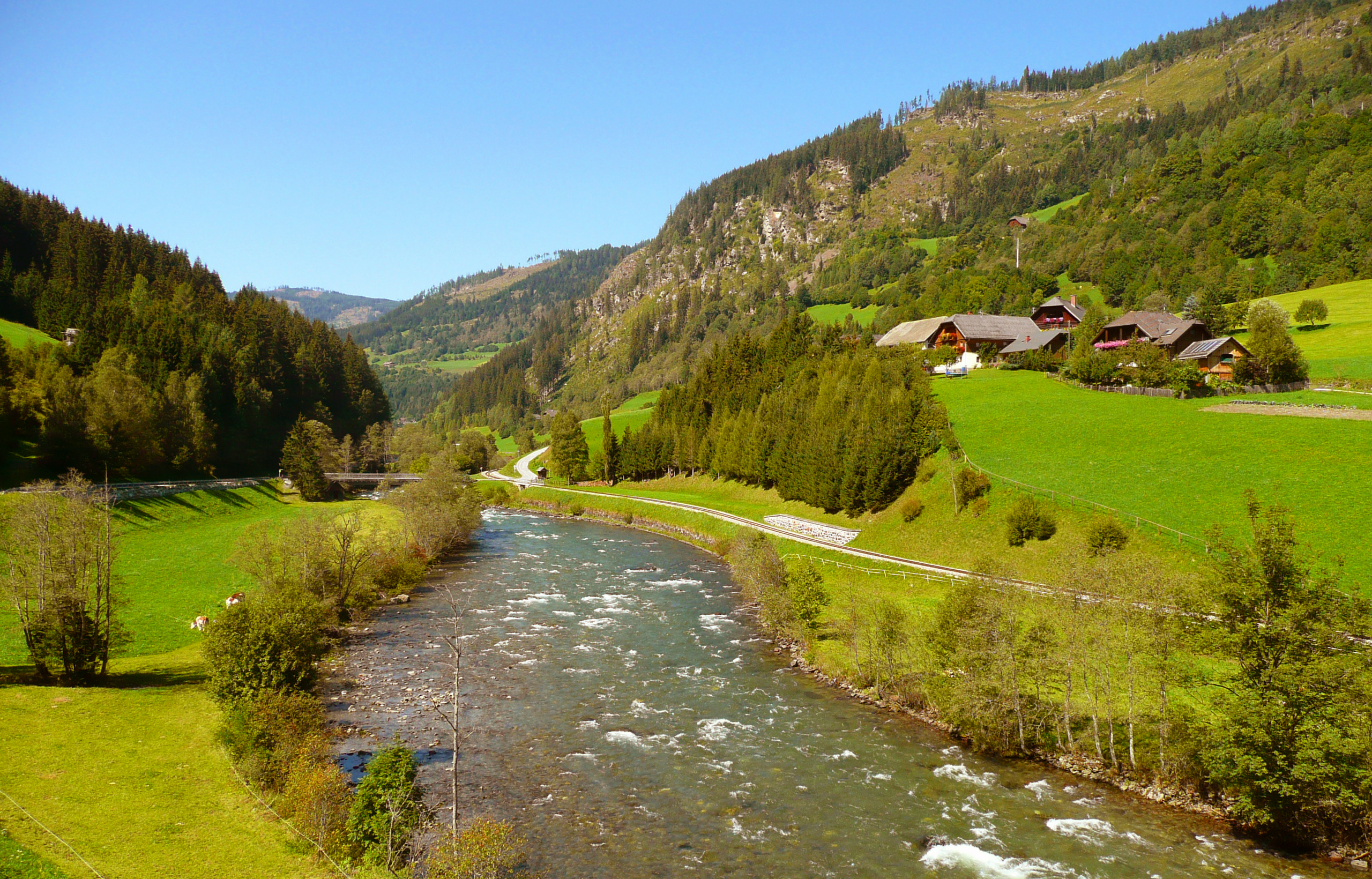
Murtal bei Ramingstein
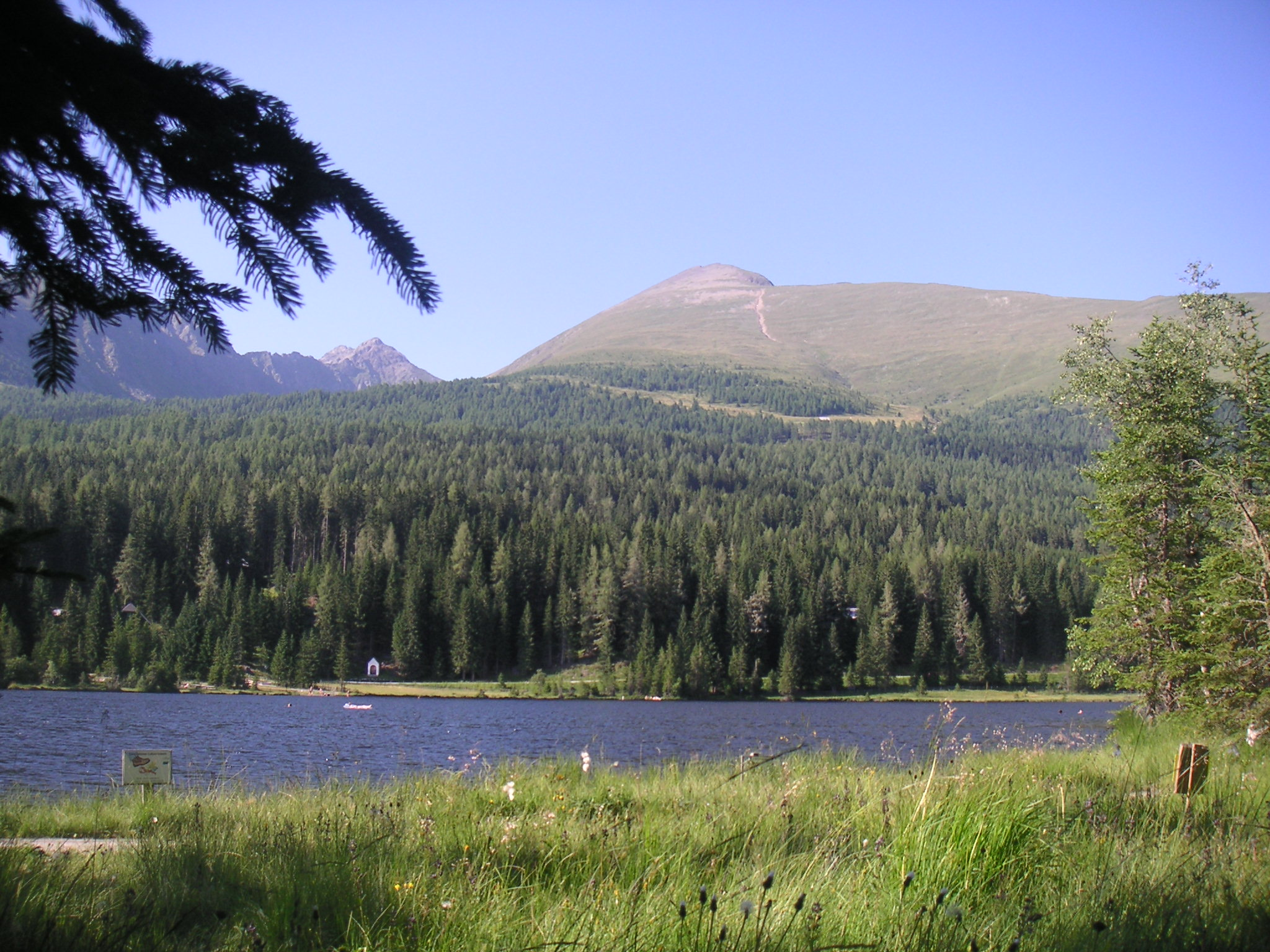
Der Prebersee mit Preber

### Einrichtung des gemeinsamen Biosphärenparks
Als in Kärnten die Umwandlung des Nationalparks spruchreif wurde, begann man Verhandlungen, den Biosphärenpark in beiden Bundesländern gemeinsam zu planen, damit die Region zwischen den Tourismus-Hotspots Salzachtal–Ennstal und Oberkärntner Seengebiet nicht weiterhin am Katschberg geteilt bleibt. Die Errichtung grenzübergreifender Biosphärenreservate gehört zum erklärten Ziel des MAB-Programms. Mit dem steirischen Naturpark Sölktäler (entstanden 1977–1983), der ebenfalls auf sanften Tourismus setzt, liegt angrenzend ein strategischer Partner.
Die Anerkennung der UNESCO zum Biosphärenreservat (die Bezeichnung als „Biosphärenpark“ ist ein österreichisches Spezifikum) erfolgte im Juli 2012 als Biosphärenpark Salzburger Lungau und Kärntner Nockberge.
Auf Kärntner Seite wurde das Nationalpark- auf Nationalpark- und Biosphärenparkgesetz (K-NBG) geändert, und der Biosphärenpark damit auch als landesrechtliche Klasse verankert (als zweites Bundesland nach Vorarlberg). Auf Salzburger Seite ist der Park eine freiwillige kommunale Zusammenarbeit, die vom Gemeindeverband getragen wird, aber keine naturschutzrechtliche Kategorie. Das Programm wird von der Salzburger Landesregierung (in Form einer Fördervereinbarung) unterstützt.
Die große Unterstützung in Salzburg, wo das Projekt auf Gemeindeebene vorangetrieben wurde, wie auch innerhalb der ehemaligen Nationalparkverwaltung, entspricht der Forderung der UNESCO, dass Schutzgebiete des MAB-Programms im Selbstverständnis vor Ort verankert sein müssen, weil nur das die Umsetzung der Leitvorstellungen langfristig garantiert.

## Management und Verwaltung
Schwerpunkte innerhalb des Man-and-Biosphere-Programms (MAB) der UNESCO sind Naturschutz und Tourismus sowie nachhaltige Regionalentwicklung, womit der Park die moderneren Leitbilder aus Sevilla-Strategie und Madrider Aktionsplan verfolgt. Biosphärenreservate sind Modellregionen für die Problembewältigungen Anfang des 21. Jahrhunderts mit den Themen Klimawandel, Globalisierung und Verlust der Vielfalt in Ökologie wie Kultur.
Der Biosphärenpark verfügt nur über eine verhältnismäßig geringe Kernzone (die UNESCO fordert minimal 5 % der Fläche). Weil das Gebiet aus Talungsräumen besteht, liegen diese zum Großteil am Rand des Biosphärenparks. Durch angrenzende Schutzgebiete im Salzburger Pongau, in der Steiermark und in Oberkärnten sind sie verknüpft. Sie besteht aus vier Zonen:
- zum einen den Gipfelregionen der Nockberge im Dreiländereck (Rosennock, Kollernock, Hohe Pressing) und den Talschlüssen von Krems und Mühlbach (Fortsetzung in der Steiermark durch Schutzgebiete),
- Speikkogel (größeres Naturschutzgebiet) im Osten,
- die Lungauer Anteile am Nationalpark Hohe Tauern im Westen (wo die Fortsetzung gewährleistet ist),
- die Gipfelregionen des Hochgollingmassivs im Norden (Schutzgebiete Steiermark).

Die Pflegezone umfasst alle Berggebiete (40 % im Lungau, vergleichbar in Kärnten), die Entwicklungsregion die besiedelten Talungen. Das Biosphärenpark-Management hat seinen Sitz in Ebene Reichenau 117 für Kärnten (ehemalige Nationalparkverwaltung) und beim Regionalverband Lungau in Mauterndorf, Markt 89, für Salzburg.

### Naturschutz
Der Biosphärenpark ist nicht gänzlich durch andere Schutzkategorien abgedeckt.
Im Biosphärenpark liegen:
- Europaschutzgebiet Nationalpark Nockberge (Kernzone), GGB/FFH, (Ktn. ESG AT2102000, 7744 ha) – Kern-/Pflegezone (entspricht dem aufgelassenen Nationalpark)
- Teile des Nationalparks und Europaschutzgebiets Hohe Tauern (NP 1981, ESG Salzburger Teil, GGB/FFH und BGS/VS, AT3210001, Anteil  ca. 1.700 ha, davon ca. 1.400 ha von dessen Kernzone) – Kernzone
- Naturschutzgebiet Rosanin (Sbg. NSG00011, 1.116 ha) – Kernzone
- Naturpark Riedingtal (Sbg. NPK00002, 2.671 ha, im LSG00036) – Pflegezone
- Teile des Naturschutzgebiets Gurkursprung (Ktn. NSG.023, Anteil ca. 500 ha) – Kern-/Pflegezone
- Landschaftsschutzgebiet Niedere Tauern (Sbg. LSG00059, 19.699 ha) – Pflegezone
- der Großteil des Landschaftsschutzgebiets Lantschfeld, Oberes Zederhaustal, Oberes Murtal (Sbg. LSG00036, ca. 19.200 ha des Gebiets) – Pflegezone (der restliche Teil ist das nicht integrierte Gebiet am Obertauern)[4]
- Landschaftsschutzgebiet Bundschuhtal (Sbg. LSG00028, 2.218 ha) – Pflegezone
- Landschaftsschutzgebiet Priedröf (Ktn. LSG.076, 1.631 ha) – Entwicklungszone
- Landschaftsschutzgebiet Innerkrems (Ktn. LSG.027, 505 ha) – Entwicklungszone
- Landschaftsschutzgebiet Turracher Grünsee (Ktn. LSG.024, 68 ha) – Entwicklungszone
- Teile des Pflanzenschutzgebiets Obertauern (Sbg. PSG00002, Anteil ca. 300 ha, in LSG00036 und 59)[4] – Pflegezone

Weiters finden sich zahlreiche kleine Gebiete diverser Kategorien und lokale Schutzobjekte wie Naturdenkmäler. Damit stehen etwa 52.000 ha auch unter landesrechtlichem Gebietsschutz, das sind 1⁄3 der Reservatsfläche. Außerdem ist die Alpinregion ex lege prinzipiell vor Eingriffen geschützt, desgleichen alle Gewässer und deren Uferzonen. 9.500 ha (6 %, die Europaschutzgebiete) sind auch von internationalem Interesse vermerkt, außerdem fällt die Biosphäre gesamt in die Schutzzone der Alpenkonvention.
Angrenzend liegen (im Uhrzeigersinn ab dem Nationalparkgebiet):
- Landschaftsschutzgebiet Hüttschlager Talschlüsse (Sbg. LSG00032)
- Landschaftsschutzgebiet Obertauern (Sbg. LSG00041)
- Europaschutzgebiet Niedere Tauern (BSG/VS, Stmk. AT2209000/Nr. 38)
- Landschaftsschutzgebiet Schladminger Tauern (Stmk. LS11, weitgehend das ESG)
- Geschützter Landschaftsteil Zinkwand–Vötternspitz (Stmk. GLT 156 kleines Gebiet im ESG/LSG)
- Naturpark Sölktäler (Stmk. Nr. 15, ESG/LSG)
- Europaschutzgebiet Hochlagen der südöstlichen Schladminger Tauern (FFH, Stmk. AT2209003/Nr. 40) / Naturschutzgebiet Klafferkessel  (Stmk. NSa 11)
- Naturschutzgebiet Krakau-Schöder (Stmk. NSa 15, ESG/LSG)
- Europaschutzgebiet Ober- und Mittellauf der Mur (FFH, Stmk. AT2236000/Nr. 5)
- Europaschutzgebiet Teile des steirischen Nockgebietes (AT2219000/Nr. 32) /  Naturschutzgebiet Steirische Nockberge (Stmk. NSGc 53)
- Landschaftsschutzgebiet Turracher Schwarzsee (Ktn. LSG.024)
- Landschaftsschutzgebiet Hochrindl–Seebachern (Ktn. LSG.069, südlich des NSG Gurkursprung)
- Landschaftsschutzgebiet Millstätter See-Süd (Ktn. LSG.069)
- Landschaftsschutzgebiet Äußeres Pöllatal (Ktn. LSG.004)
- Europaschutzgebiet Inneres Pöllatal (FFH, Ktn. AT2108000, NSG.019)

Die angrenzenden steirischen Gebiete ziehen sich weit ostwärts und schließen an die großen Schutzgebiete der Kalkalpen an. Mit diesen und dem Nationalpark ist der Biosphärenpark in einen Schutzgebietskomplex eingebunden, der sich weitestgehend geschlossen vom Alpenostrand bei Wien bis weit in die Schweiz erstreckt (Projekt Econnect), und schließt eine wichtige Lücke, um auch die Südalpen anzubinden.

### Geschütztes Kulturgut
Ursprünglich slawisch und dann bajuwarisch besiedelt, gehörte im Hochmittelalter die ganze Region zu Kärnten. Die Herrschaft Gmünd kam 1142 an das Bistum Salzburg, die Grafschaft Lungau 1248, dann auch die Herrschaft Rauchenkatsch. 1535 kam Gmünd und 1605 das Rauchenkatsch zurück zu Kärnten, und damit zu Österreich, der Lungau blieb aber bis zur Aufhebung des Erzbistums 1803 Salzburgisch. Bedeutend war die Region als wichtige Handelsroute, wie auch wegen des reichen Bergbaues, der im Lungau erst 1880 einstellt wurde.
Als Immaterielles Kulturerbe auf der UNESCO-Liste des Kulturerbes in Österreich sind verzeichnet:
- die Slowenischen Flur- und Hofnamen in Kärnten, die die wohl weitgehend friedliche Landnahme durch die Baiuwaren dokumentieren, und im ganzen Nockgebiet und auch Lungau verbreitet sind
- das Samsontragen im Lungau und Bezirk Murau (mit der Steiermark), ein vielleicht in den frühen Protestantismus zurückgehender Umzugsbrauch mit riesenhaften Figuren, der in 10 Lungauer Orten noch gepflegt wird
- die Gesellschaft Vereinigte zu Tamsweg, eine Begräbnisbruderschaft der Handwerker des 18. Jahrhunderts.

Daneben ist auch das gesamtösterreichische Kulturerbe von Bedeutung. Bekannt sind auch die Prangstangen als Frühjahrsbrauch.
Im Register der Traditionellen Lebensmittel Österreichs geschützt sind:
- der Lungauer Eachtling (Kartoffel), Leitprodukt der Genussregion Lungau,[14]
- der Lungauer Tauernroggen,[15] eine lokale Spezialsorte
- das Nockberge Almrind, Leitprodukt der Genussregion Nockberge in Kärnten[16]

Diese stellen anhand eines Produkts eine von alters her damit verbundene Leben- und Wirtschaftsweise da, die lebendig geblieben ist. Es sind auch alle gesamtösterreichischen geschützten Lebensmittel Teil des Kulturerbes.
Die Region ist reich an Denkmalschutzobjekten, und besonders für die gut erhaltene bäuerliche Architektur bekannt.

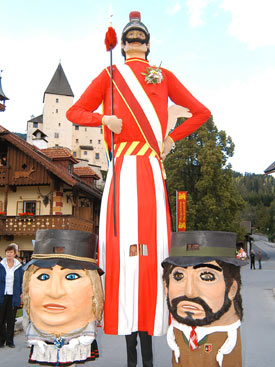
Der Samson von Mauterndorf und seine Zwerge
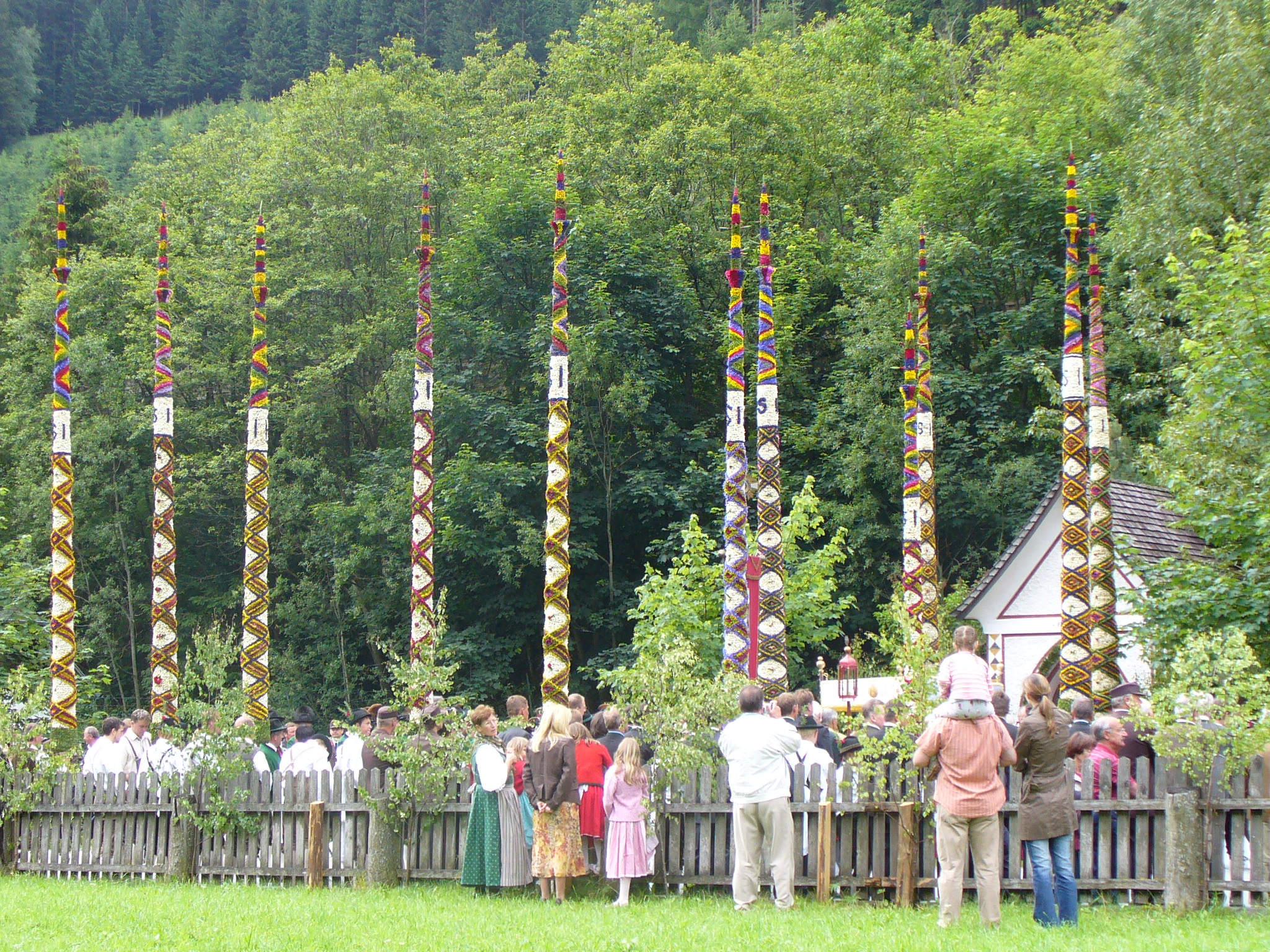
Prangstangen in Zederhaus
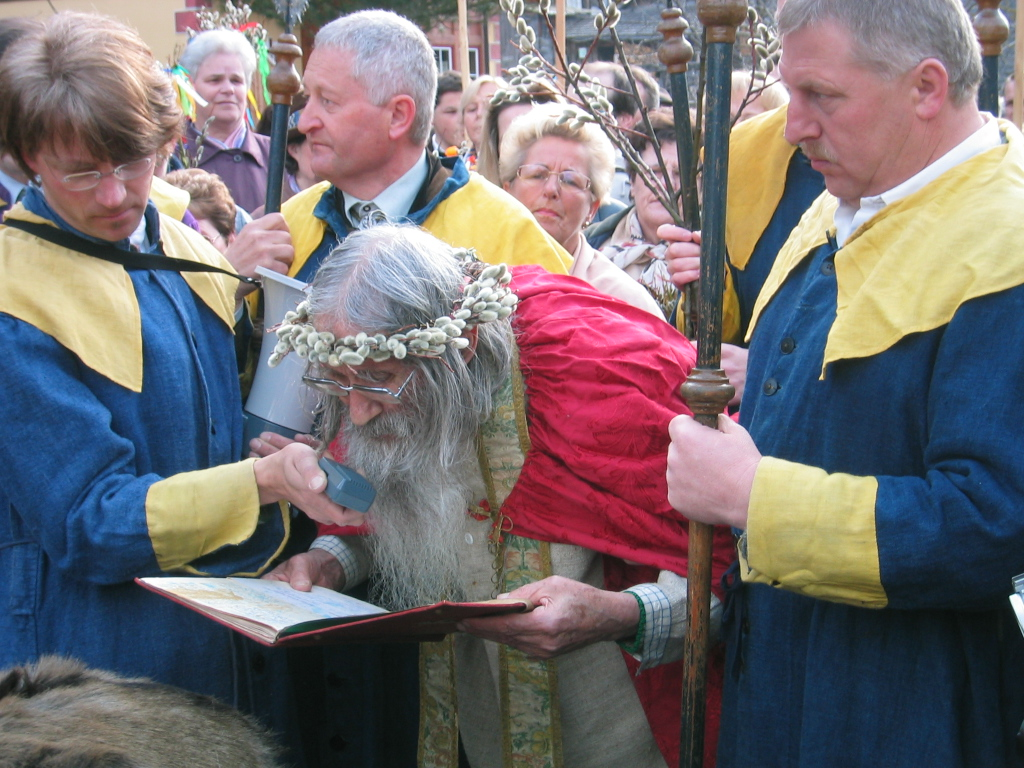
Palmeselritt in Thomatal
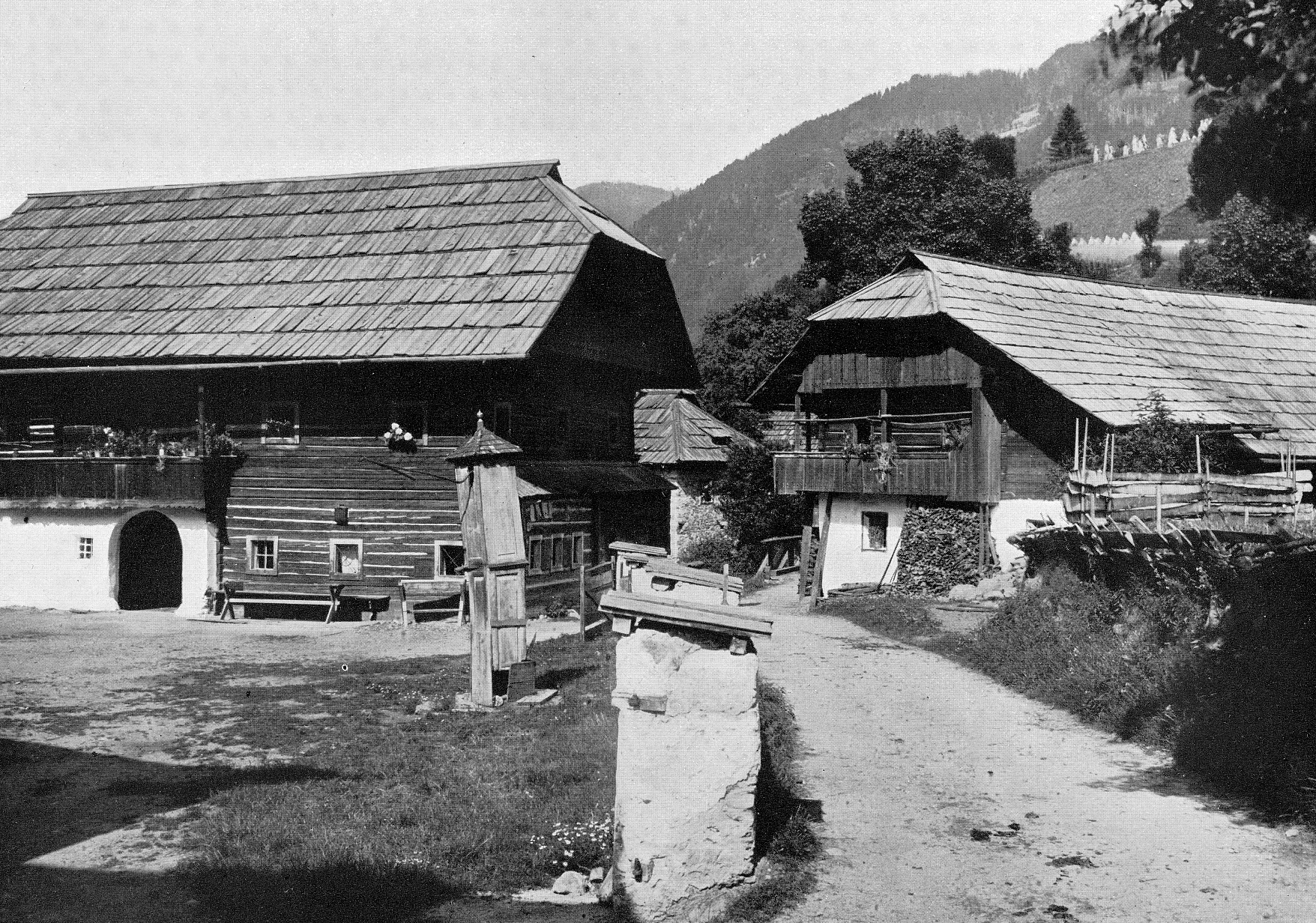
Radenthein um 1920
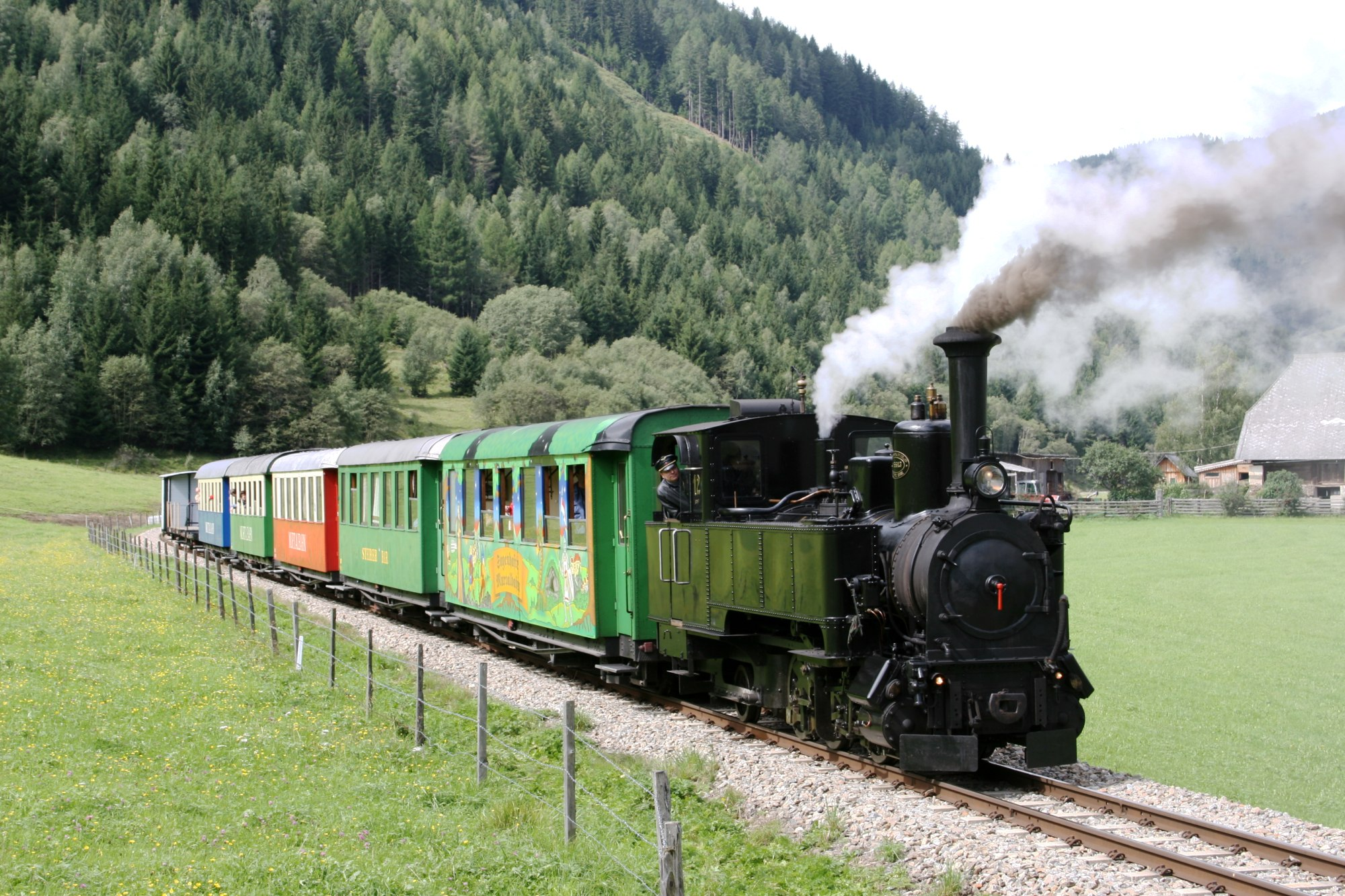
Murtal-Museumsbahn

## Filmographie
- Grüne Inseln im steinernen Meer. Nationalpark Nockberge, Dokumentarfilm, 45 min., Österreich, 1997, von Klaus Feichtenberger, Produktion: Science Vision.